# Lily Loveless
Lily May Loveless (Londres, Inglaterra; 16 de abril de 1990) es una actriz británica, más conocida por su papel como Naomi Campbell en Skins.

## Primeros años
Loveless asistió a Millfields Community Primary School y Cardinal Pole Roman Catholic School, ambos situados en Hackney, Londres del este.

## Carrera
Loveless hizo su debut como actriz en la tercera temporada de Skins, la adolescente activista política sexualmente confusa y afanada Naomi Campbell. Ella fue un artista intérprete o ejecutante en Psychotic Dance Company, un grupo de danza que se especializa en danza callejera fusionada con otros estilos de baile urbano. Loveless recibió en 2007 el Jack Petchey Achievement Award. En el junio de 2007, ella actuó con Psychotic Dance Company en el carnaval de Tottenham.
En 2010, interpretó el personaje de Chloe en la adaptación de Mark Billingham Sleepyhead. Después de esto, Loveless consiguió muchos papeles, incluyendo a Anna en The Fades escrita por el exescritor de Skins, Jack Thorne (interpretando el papel tanto en el piloto como en la serie siguiente); Sadie en el drama sobrenatural de Sky Living, Bedlam junto a Theo James, Charlotte Salt y sus ex coestrellas de Skins Will Young y Hugo Speer; Bex en el drama de niños de BBC Combat Kids; y una aparición como adolescente sin hogar fugitiva, Ellie, en la temporada final de The Sarah Jane Adventures. Ella terminó 2011 haciendo su debut en cine en la película de Nirpal Bhogal Sket interpretando el papel de Hannah. Después de su estreno en el London Film Festival, la película fue estrenada en todo el país el 28 de octubre de 2011. Ella siguió esto con una aparición en el drama de BBC, 'Good Cop', escrito por Stephen Butchard, y un papel en la película independiente de drama de Nihat Seven Candle to Water.
Fuera de cine y televisión, Loveless apareció junto al actor Matthew Lewis en el video promocional de A Band of Buriers' 'Filth' dirigido por Blake Claridge.
El 16 de octubre de 2012, se confirmó que Loveless volvería a interpretar el papel de Naomi Campbell en la séptima y última serie de Skins.
En 2013, Loveless recibió el premio "Mejor recién llegado" en el Festival Internacional de Cine de Mónaco por su interpretación como Alexia en la película de Kate Lane Fear of Water
En agosto de 2016, Loveless debutó en el escenario londinense, protagonizando The Collector en The Vaults con Daniel Portman. Aunque la obra recibió críticas mezcladas, la actuación de Loveless recibió críticas positivas.

## Filmografía[7]
| Año             | Título                            | Rol                | Notas                                          |
| --------------- | --------------------------------- | ------------------ | ---------------------------------------------- |
| 2009–2010; 2013 | Skins                             | Naomi Campbell     | Papel principal                                |
| 2009            | Seven PM                          | Fox                | Cortometraje                                   |
| 2010            | Thorne: Sleepyhead                | Chloe              |                                                |
| 2010            | The Fades                         | Anna Roberts       | Episodio piloto                                |
| 2010            | Hit and Run                       | Shelley            | Cortometraje                                   |
| 2010            | Combat Kids                       | Bex Clayton        |                                                |
| 2011            | Bedlam                            | Sadie Novak        | Temp. 1, Ep. 3: "Inmates"                      |
| 2011            | Sket                              | Hannah             |                                                |
| 2011            | The Fades                         | Anna Roberts       |                                                |
| 2011            | The Sarah Jane Adventures         | Ellie Faber        | Temp. 5, Eps. 3-4: "The Curse of Clyde Langer" |
| 2012            | Wallander                         | Margaretha Harkala | Episodio: "Before the Frost"                   |
| 2012            | Good Cop                          | Lucy               | 1 episodio                                     |
| 2012            | Candle to Water                   | Chrissie           |                                                |
| 2013            | The Crash                         | Ashley Wainwright  |                                                |
| 2013            | Fear of Water                     | Alexia             |                                                |
| 2013            | Mugged                            | Ros                | Cortometraje                                   |
| 2014            | Dead in the Water                 | Nicole             |                                                |
| 2014            | DCI Banks                         | Tracy Banks        | 3 episodios                                    |
| 2014            | The Great War: The People's Story | Dorothy Lloyd      |                                                |
| 2015            | Set the Thames on Fire            | Emily              |                                                |
| 2015            | Cuffs                             | Cinnamon           | 1 episodio                                     |
| 2016            | The Musketeers                    | Elodie             | Episodios: "Fools Gold" & "The Garrison"       |

| Año  | Canción | Artista           | Rol        | Notas |
| ---- | ------- | ----------------- | ---------- | ----- |
| 2012 | "Filth" | A Band Of Buriers | Girlfriend |       |
| 2016 | "Kicks" | Lauren Aquilina   | Boxer      |       |

### Teatro
| Año  | Obra          | Rol          | Notas               |
| ---- | ------------- | ------------ | ------------------- |
| 2016 | The Collector | Miranda Grey | The Vaults - London |

## Premios y nominaciones
| Año  | Categoría     | Premio                                   | Película      | Resultado |
| ---- | ------------- | ---------------------------------------- | ------------- | --------- |
| 2013 | Best Newcomer | Monaco International Film Festival Award | Fear of Water | Ganadora  |